# Вја Корте Чентрале (Ферара)
Вја Корте Чентрале је насеље у Италији у округу Ферара, региону Емилија-Ромања.
Према процени из 2011. у насељу је живело 4 становника. Насеље се налази на надморској висини од -2 м.